# 최경희 (농구인)
최경희(崔警姬, 1966년 - )는 대한민국 여자 농구 국가대표팀 선수였다. 본관은 전주. 신장은 166cm이다. 3점슛에 뛰어난 슈터였다.
1984년 은광여자고등학교를 졸업하고 실업팀 동방생명(현 용인 삼성생명 블루밍스)에 연고선수로 입단했다. 92~93 농구대잔치 여자부문 최우수선수상을 수상하는 등 동방생명의 에이스로 활약했다. 1984년 하계 올림픽 은메달리스트이며, 1988년 서울 올림픽에도 국가대표로 출전했다. 

## 경력
- 서울금호초등학교
- 무학여자중학교
- 은광여자고등학교
- 동방생명
- 숙명여자대학교

## 참고자료
- “동계실내스포츠 결산/ ③대통령배농구대잔치 - 남·기아, 여·삼성생명의 일방적 독주로 막내려”. 스포츠. 1993년 2월 1일. 36~37면.